# تاريخ اجتماعي
التاريخ الاجتماعي هو مجال الدراسة التاريخية الذي يتناول تاريخ تطور وتشكل التشكيلات الاجتماعية في مجتمع الدولة أو المنطقة الجغرافية التي تتناولها الدراسة أو الشعب أو الأمة. يعتبر من قبل البعض أحد فروع العلوم الاجتماعية التي تحاول إظهار تأكيد تاريخي من وجهة نظر مدارس اجتماعية تتطور حديثا. من وجهة النظر هذه قد يتضمن التاريخ الاجتماعي التاريخ الاقتصادي والتاريخ القانوني legal history وتحليل مناحي متعددة من التاريخ المدني civil society الذي يظهر تطور التشكلات والتنظيمات الاجتماعية. يميز عن التاريخ السياسي والترايخ العسكري وتاريخ الإنسان العظيم. غالبا ما يوصف التاريخ الاجتماعي بأنه التاريخ من الأسفل history from below أو تاريخ الجذور 'Grass- roots history' لأنه يتعالمل مع الحياة اليومية للبشر والتكتلات البشرية والإنسان العادي وليس الساسة والقادة والزعماء.
تحدد المؤرخة لويز تيلي، وهي من أحد أشهر المؤرخين الاجتماعيين، مهام التاريخ الاجتماعي على النحو الآتي: «أولًا؛ توثيق التغييرات الهيكلية الكبرى، ثانيًا؛ إعادة تجارب الناس العاديين ضمن سيرورة تلك التغييرات؛ وثالثًا؛ الربط بين الاتجاهين».

## التاريخ الاجتماعي القديم والجديد٣ ١ ١٩٩٠
تضمن مجال التاريخ الاجتماعي القديم (أي ما قبل 1960) عدة موضوعات بحثية لم تكن متماشية مع الرواية الرسمية للتاريخ السياسي، والعسكري، والدبلوماسي أو الدستوري. كان التاريخ الاجتماعي القديم مجالًا ذا طبيعة مختلطة تفتقد محورًا أساسيًا، وعادة ما شمل دراسة الحركات السياسية، مثل الشعبوية، والتي اعتبرت اجتماعية بمعنى أنها كانت خارج نظام النخبة. عقدت المقارنات بين التاريخ الاجتماعي والتاريخ السياسي، والتاريخ الفكري، وتاريخ الرجال العظماء. يرى المؤرخ البريطاني جي إم تريفيليان أن التاريخ الاجتماعي يشكل صلة الوصل بين التاريخ السياسي والتاريخ الاقتصادي، ذاكرًا أنه: «دون التاريخ الاجتماعي، سيكون التاريخ الاقتصادي عقيمًا، والتاريخ السياسي غامضًا». عادة ما نظر إلى مجال التاريخ الاجتماعي بعين الشك كونه لا يركز على السياسة، ولكن يدفع عن التاريخ الاجتماعي بالقول أنه «التاريخ الذي يعيد الاعتبار للناس».

## حركة التاريخ الاجتماعي الجديد
تشكل زخم التاريخ الاجتماعي الجديد في ستينيات القرن العشرين، حيث ظهر في المملكة المتحدة، ليصبح خلال فترة وجيزة واحدًا من الأساليب التأريخية المهيمنة في الولايات المتحدة الأمريكية، وبريطانيا، وكندا. استقى التاريخ الاجتماعي الجديد من مناهج مدرسة الحوليات الفرنسية، وترك أثرًا بالغًا في أوروبا وأمريكا اللاتينية. يرى المؤرخ الألماني يورجن كوكا معنيين للتاريخ الاجتماعي. بأبسط معانيه، فهو قسم من التأريخ يركز على الهياكل والسيرورات الاجتماعية. وبذلك فهو يختلف عن التاريخ الاقتصادي أو التاريخ السياسي. أما المعنى الثاني فهو ذو طبيعة أشمل، يسميها الألمان تاريخ المجتمع (تعني حرفيًا، قصة المجتمع)، وهو تاريخ المجتمع بأكمله من وجهة النظر التاريخية-الاجتماعية.
في العام 1976، تأسست رابطة علم التاريخ الاجتماعي لتضم العلماء من مختلف المجالات والذين لهم اهتمام بالتاريخ الاجتماعي. ما تزال الرابطة ناشطة وتنشر فصلية علم التاريخ الاجتماعي. وهذا المجال هو أيضًا اختصاص موضوعات دورية التاريخ الاجتماعي، التي يحررها البروفيسور الكندي بيتر ستيرنز منذ عام 1967. تشمل موضوعاتها علاقات الجندر، والعرق في التاريخ الأمريكي، وتاريخ العلاقات الشخصية، الاستهلاكية، والجنسانية، والتاريخ الاجتماعي للسياسة، والجريمة والعقاب، وتاريخ الحواس.
على كل حال، مع حلول التسعينيات من القرن العشرين، بدأت دراسات التاريخ الثقافي تزاحم التاريخ الاجتماعي، كونها تؤكد على اللغة وأهمية المعتقدات والمسلمات ودورها السببي في السلوك الجمعي.

## الحقول الفرعية

### علم السكان التاريخي
حدث انقلاب بارز في دراسة حياة الناس العاديين في الستينيات من القرن الماضي، من خلال إدخال مناهج علمية إحصائية متطورة، عادة ما تستقي بياناتها من الإحصاءات الرسمية للمواليد والزيجات والوفيات والضرائب، جنبًا إلى جنب مع النماذج النظرية من علم الاجتماع.

### تاريخ السود
يدرس تاريخ السود، أو تاريخ الأفارقة-الأمريكان تاريخ العرق الأسود في أمريكا. في عام 1915 تأسست رابطة دراسات حياة وتاريخ الأفارقة الأمريكان. ومنذ العام 1926، تدعم الرابطة فعاليات «شهر تاريخ السود» في فبراير من كل عام بالولايات المتحدة الأمريكية.

### تاريخ الأعراق
لدراسة تاريخ الأعراق أهمية بالغة في كل من الولايات المتحدة الأمريكية وكندا، إذ ساهمت موسوعات كبرى في تحديد معالم هذا المجال. يغطي تاريخ الأعراق المجموعات العرقية (غالبًا، لا يشمل السود أو سكان الأمريكتين الأصليين).
من المناهج المعروفة في هذا المجال، الدراسات الإثنية النقدية، الدراسات الإثنية المقارنة، الدراسات النقدية للأعراق، ودراسات الأعراق الآسيوية-الأمريكية، واللاتينية-الأمريكية، والصينية-الأمريكية.

### تاريخ العمال
يدرس تاريخ العمال، وتاريخ الاتحادات والنقابات العمالية والتاريخ الاجتماعي للعمال.

### تاريخ النساء
احتل مجال تاريخ النساء مكانة بارزة في عقد السبعينيات من القرن العشرين، وله الآن تمثيل علمي معتبر، وباضطراد متزايد أصبح يشمل الآن تاريخ الجندر. يوظف التاريخ الاجتماعي مجال تاريخ النساء لفهم خبرات النساء العاديات، مقابل ما أطلق عليه في الماضي «تاريخ النساء العظيمات».

### تاريخ الجندر
يركز تاريخ الجندر على أصناف ووسائل الخطاب، وخبرات الأنوثة والذكورة خلال نموها مع الزمن. برزت أهمية تاريخ الجندر بعد أن أرست المؤرخة الأمريكية جون والاش سكوت مبادئه المفاهيمية في مقال لها نشر في عام 1986 والذي حمل عنوان «الجندر: تصنيف مفيد للتحليل الاجتماعي».

### تاريخ العائلة
ظهر مجال تاريخ العائلة كحقل منفصل في السبعينيات من القرن العشرين، وكان له صلات وثيقة بعلم الإنسان وعلم الاجتماع. كان له أهمية قصوى في كل من كندا وأمريكا. يركز تاريخ العائلة على الأنماط الديموغرافية والسياسة العامة، ولكنه يختلف عن علم الأنساب، رغم دراستهما لنفس المصادر الأساسية، كالإحصاءات الرسمية للسكان والسجلات العائلية.

### تاريخ التعليم
على مدار عقود طويلة في القرن العشرين، احتفى التاريخ الأمريكي بنظام التعليم في أمريكا على أنه قوة تغيير دافعة للثقافة، والديمقراطية، وتكافؤ الفرص، ويشكل قاعدة صلبة للدراسات العليا ومعاهد البحث. كانت رواية وردية تزخر مفرداتها بذكر التنوير والتحديث وانتصارهما على الجهل والتعصب.
تفجرت الأزمة في الستينيات ضد هذا الخطاب، عندما رفض العديد من العلماء والطلبة، ممن صنفوا في خانة اليسار الجديد، هذه الرواية المبجلة للنظام التعليمي الذي اعتُبر سببًا رئيسيًا في المشاكل التي تعصف بأمريكا مؤدية إلى ضعفها، وفشلها، وارتفاع نسبة الجريمة فيها.
في السنوات الأخيرة، ركزت دراسة تاريخ التعليم على المؤسسات التعليمية وعلى أفكار المصلحين التربويين.

### التاريخ الحضري
ظهر التاريخ الحضري الجديد في الخمسينيات من القرن الماضي في بريطانيا، وفي أواخر الستينيات في أمريكا. درس التاريخ الحضري المدينة كسيرورة، عبر مناهج بحث إحصائية عادة، لفهم المزيد عن الجموع في المدن، مقابل الشخصيات الرئيسية والنخبة.

### تاريخ الأرياف
يختص تاريخ الأرياف بدراسة الأبعاد الاجتماعية للريف.

### تاريخ الأديان
يركز تاريخ الأديان بشكل رئيسي على اللاهوت ومؤسسة الكنيسة وتطورهما. ومؤخرًا ازدادت أهمية التاريخ الاجتماعي أو السلوك الديني والعقائد.

## التاريخ الاجتماعي في أوروبا

### المملكة المتحدة
يرتبط التاريخ الاجتماعي في المملكة المتحدة بأعمال المؤرخ البريطاني إدوارد بامر تومسون، الذي عارض بشدة الدراسات التاريخية التقليدية بتركيزها على ما يسمون بالرجال العظام، مفضلًا دراسة التاريخ من أسفل، أو ما يسمى تاريخ الناس.

### فرنسا
هيمن التاريخ الاجتماعي على الدراسات التاريخية الفرنسية منذ العشرينيات من القرن العشرين، بفضل الدور المحوري الذي أدته مدرسة الحوليات الفرنسية.

### ألمانيا
تطور التاريخ الاجتماعي في ألمانيا الغربية خلال فترة الخمسينيات والستينيات من القرن الماضي. ومنذ الستينيات، عُرفت النسخة الألمانية للتاريخ الاجتماعي باسم «تاريخ المجتمع» والتي طبقت نظريات الحداثة الاجتماعية والسياسية على التاريخ الألماني.

### هنغاريا
قبل الحرب العالمية الثانية، كان التاريخ الاجتماعي في حالة تراجع وبذلت جهودًا لإحيائه على نمط مدرسة الحوليات الفرنسية. لم يسمح للتفسيرات التاريخية الماركسية بالظهور إلا في فترة ما بعد الحرب. وبعد نهاية الشيوعية في هنغاريا في عام 1989، انهارت الدراسات التاريخية الماركسية، وحل محلها التاريخ الاجتماعي، وخصوصًا بدراسته للأنماط الديموغرافية للفترة المعاصرة.

### الاتحاد السوفييتي
مع انتهاء النظام الشيوعي في عام 1991، نشرت أجزاء عديدة من الأرشيف السوفييتي للعلن. واتسعت مصادر المؤرخين من مجالها الضيق لتضم طائفة واسعة من السجلات البيروقراطية المعاصرة. وهكذا ازدهر التاريخ الاجتماعي، وانتهى التأريخ الماركسي.

### كندا
شهد التاريخ الاجتماعي عصره الذهبي في كندا خلال عقد السبعينيات من القرن العشرين، وما يزال مزدهرًا وشائعًا لدى العديد من العلماء. تشمل نقاط قوته دراسات السكان، والنساء، والعمل، والدراسات الحضرية.